# Супротивная Балка (Новосанжарский район)

Супротивная Балка (укр. Супротивна Балка) — село,
Супротивнобалковский сельский совет,
Новосанжарский район,
Полтавская область,
Украина.
Код КОАТУУ — 5323486801. Население по переписи 2001 года составляло 330 человек.
Является административным центром Супротивнобалковского сельского совета, в который, кроме того, входят сёла
Кальницкое и
Пасечное.

## Географическое положение
Село Супротивная Балка находится в 2,5 км от правого берега реки Волчий,
на расстоянии в 0,5 км от села Кальницкое и в 2-х км от села Великий Кобелячек.
По селу протекает пересыхающий ручей с запрудой.

## Объекты социальной сферы
- Школа І—ІІ ст.

## Известные уроженцы
- Кальницкий, Павел Феодосьевич (1929—2004) — украинский и советский скульптор.
- Сыпитый, Константин Мартынович (1916—1992) — Герой Социалистического Труда, строитель.

## Галерея

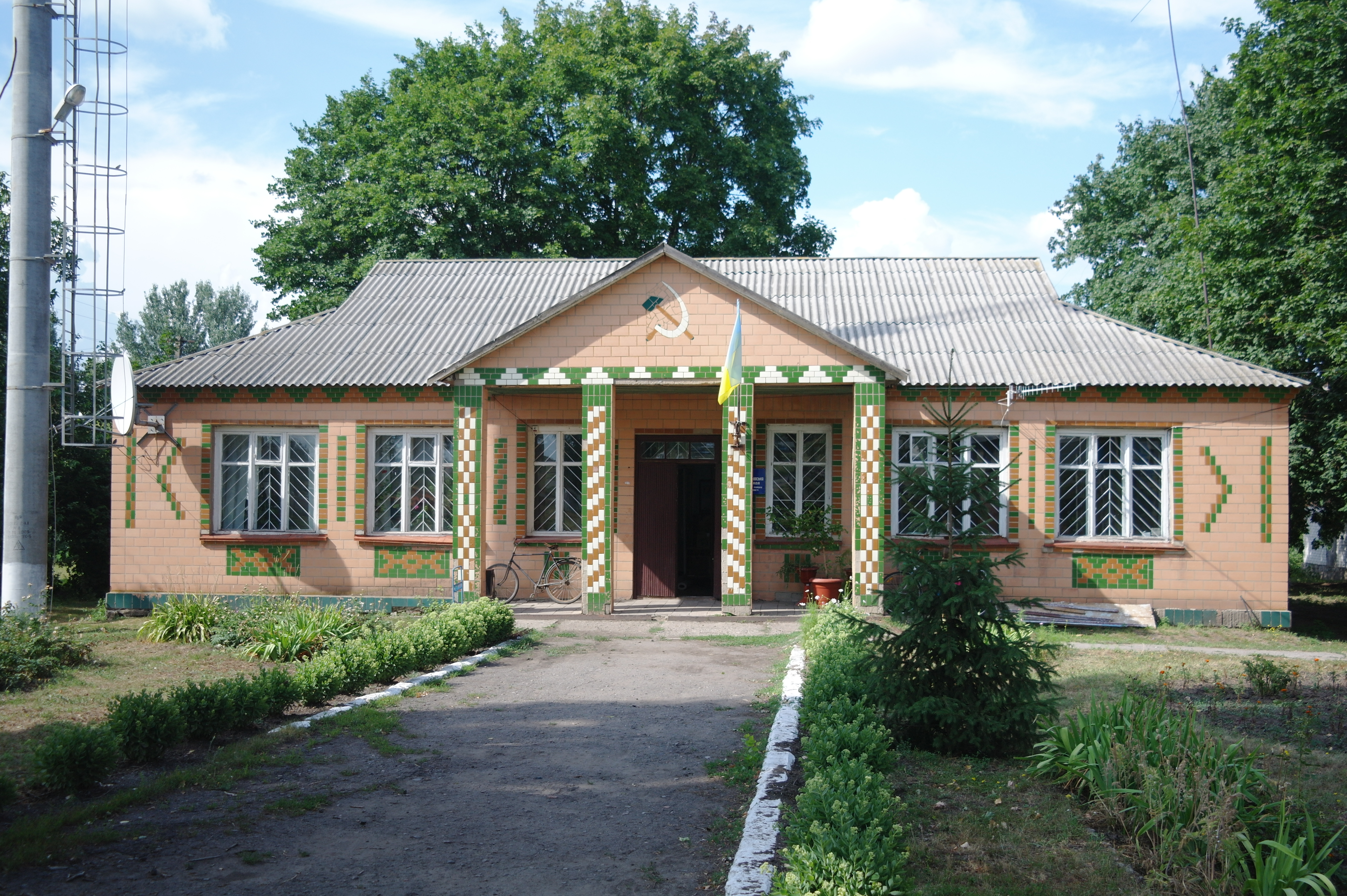
Сельская рада
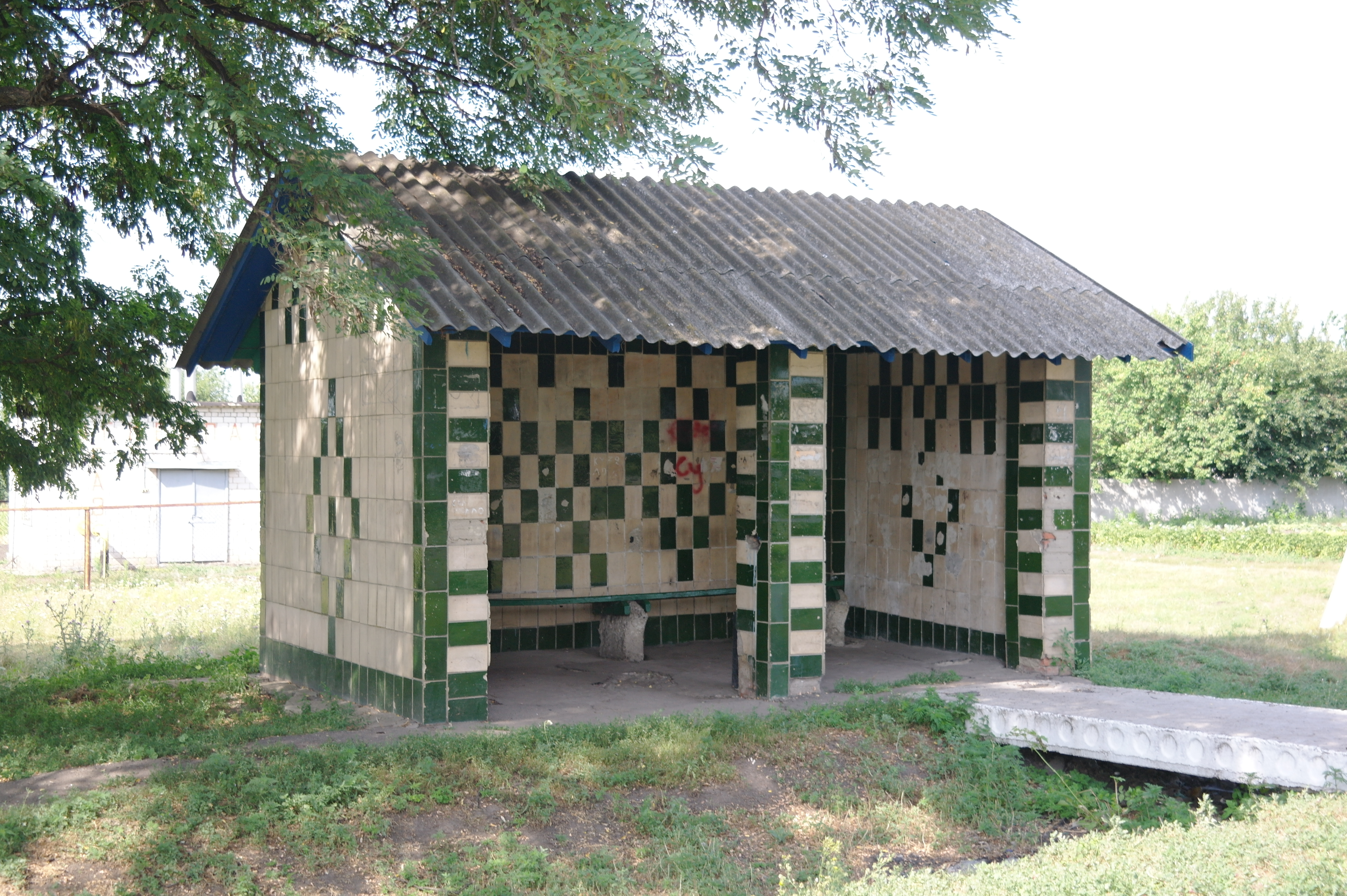
Остановка
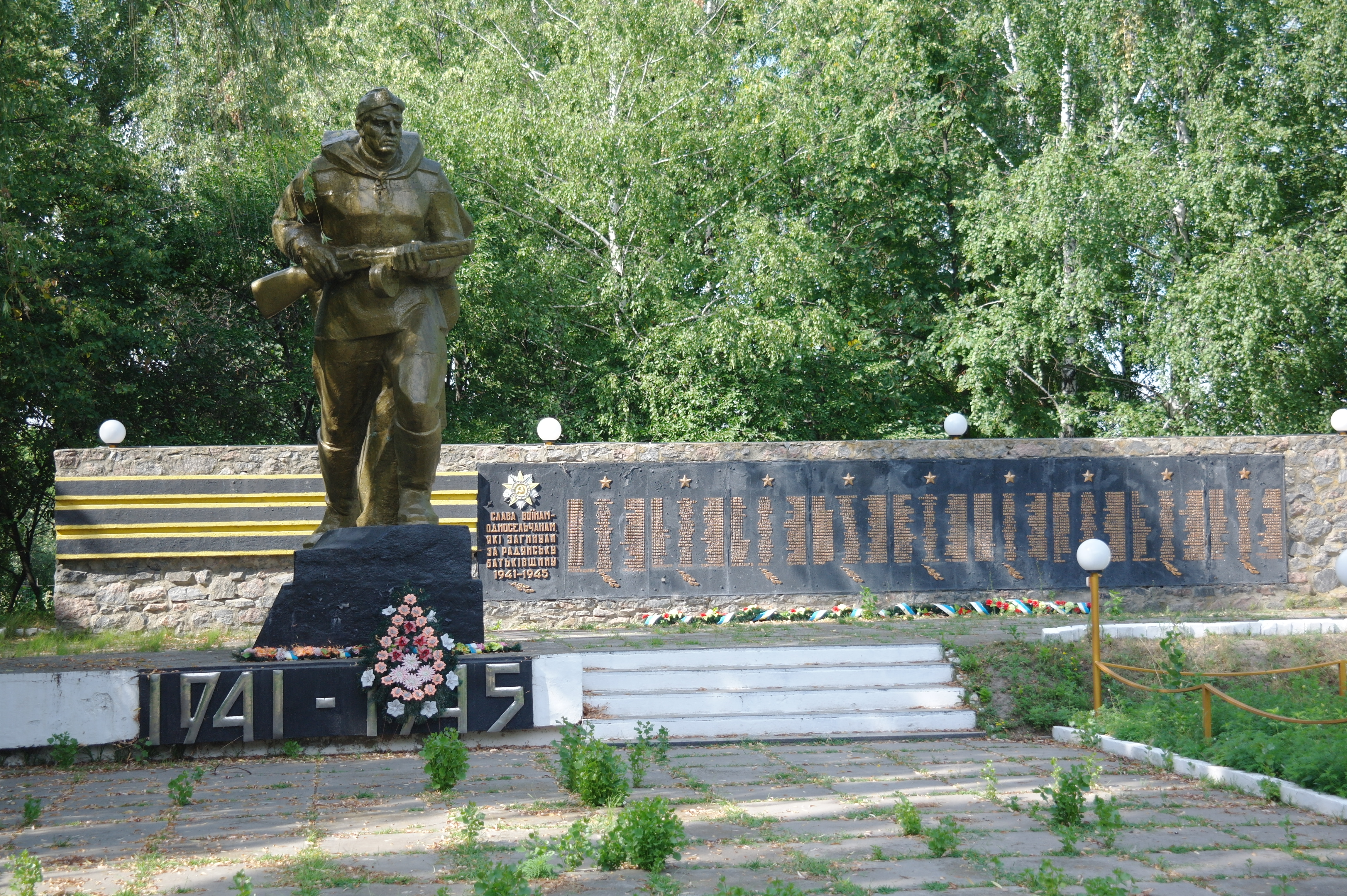
Памятник героям ВОВ
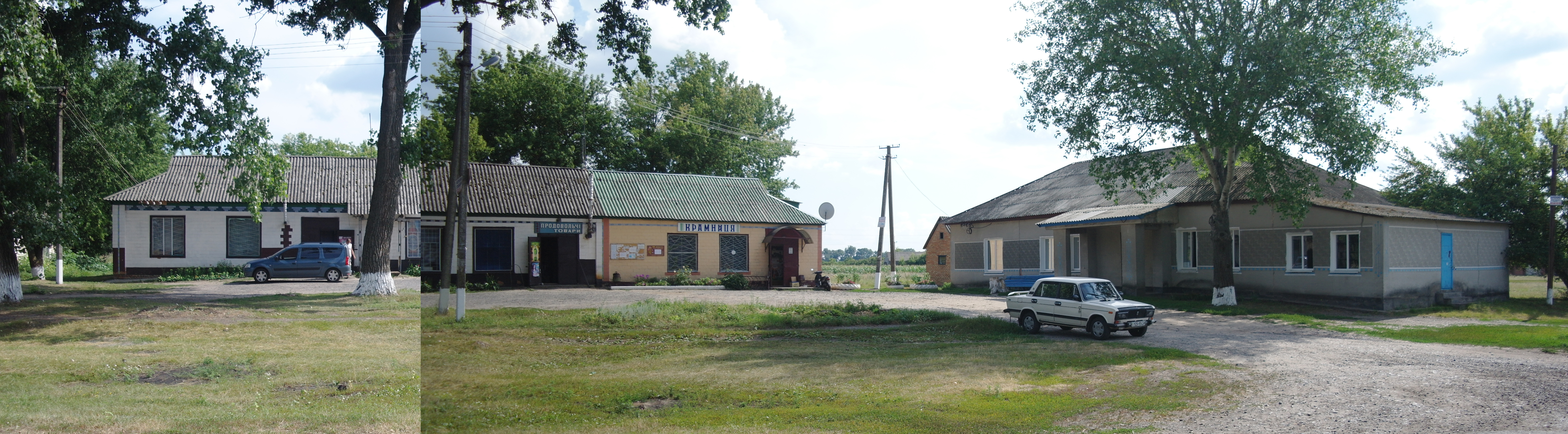
Магазины
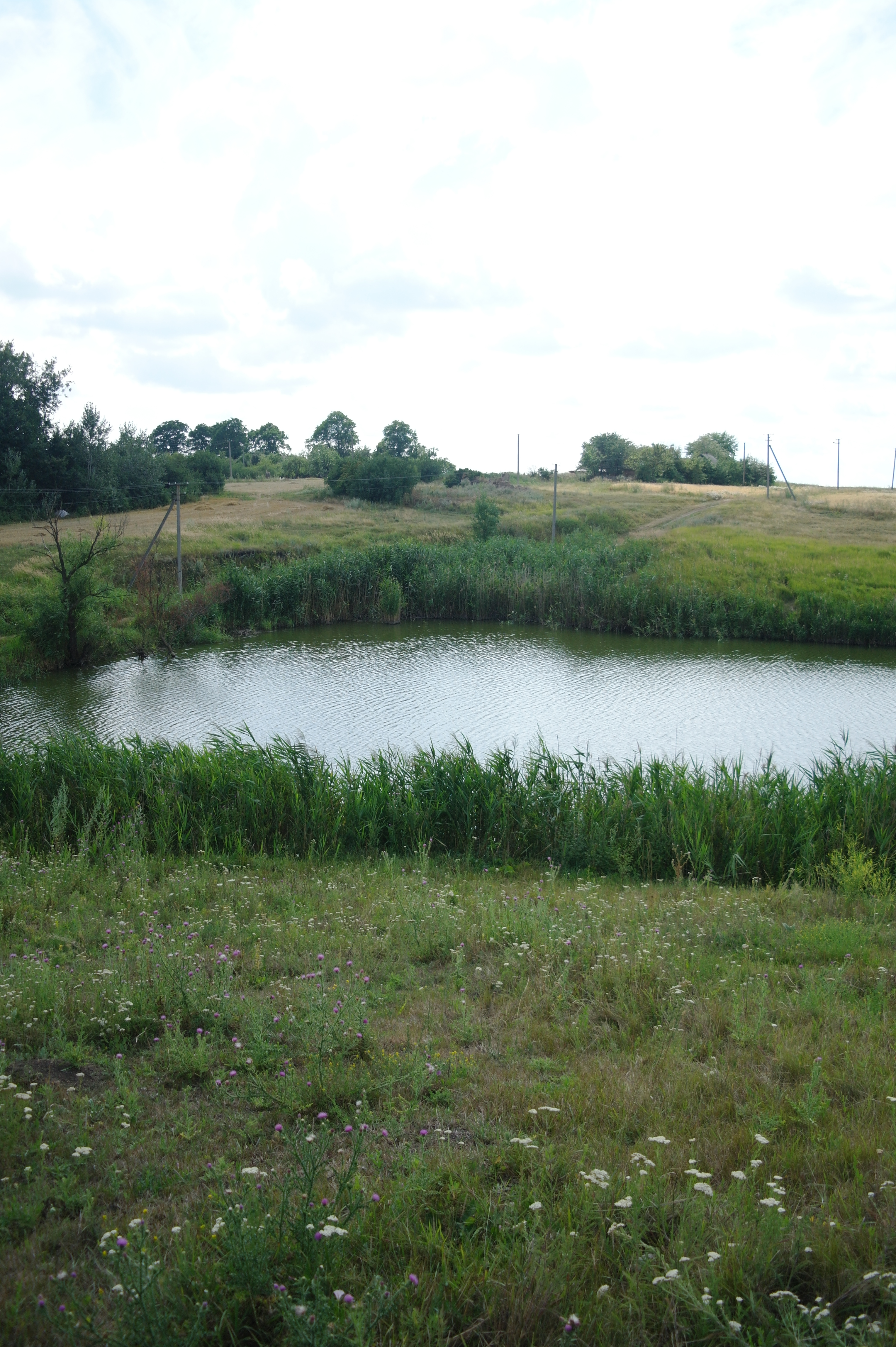
Пруд №1
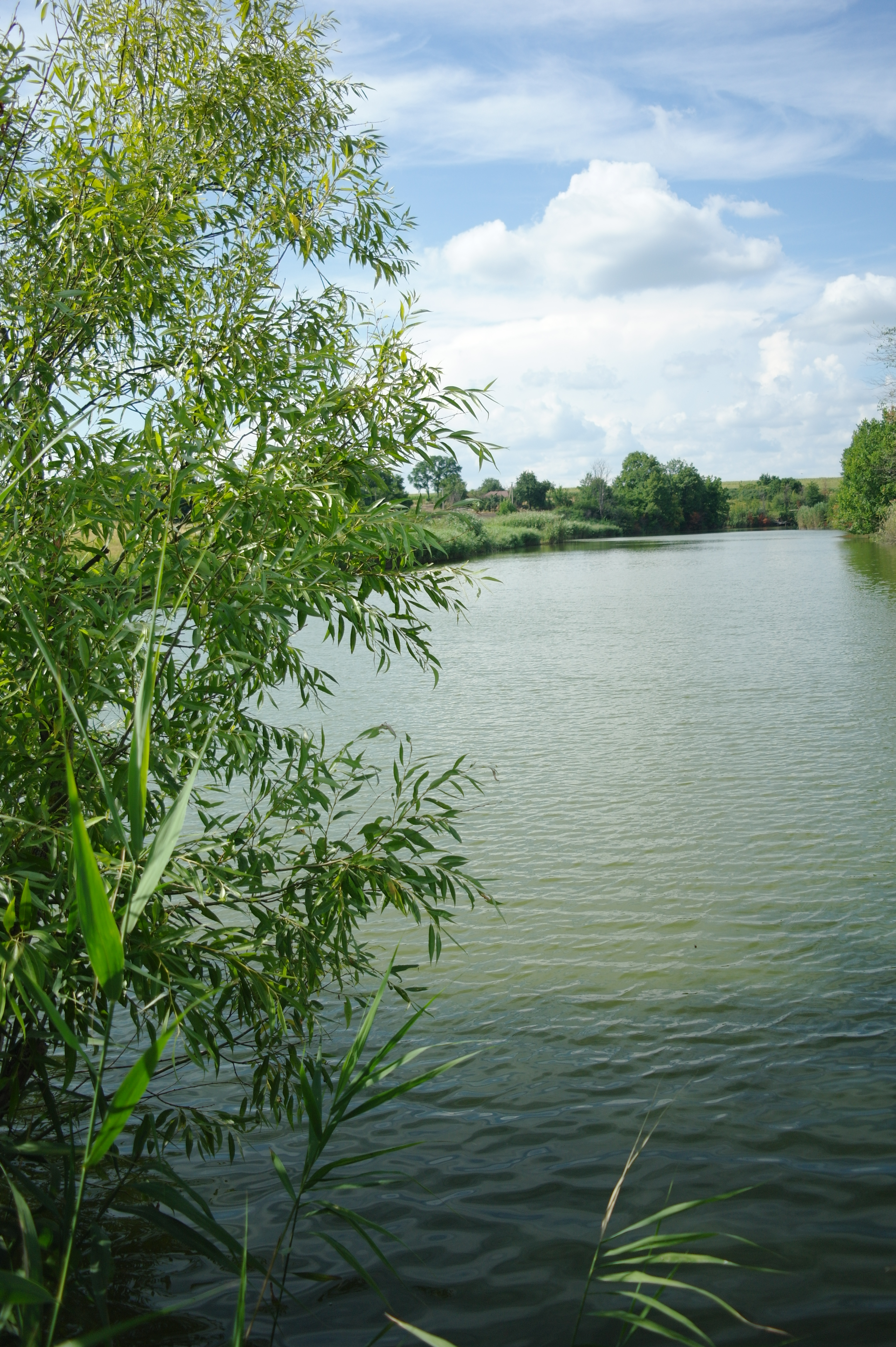
Пруд №2
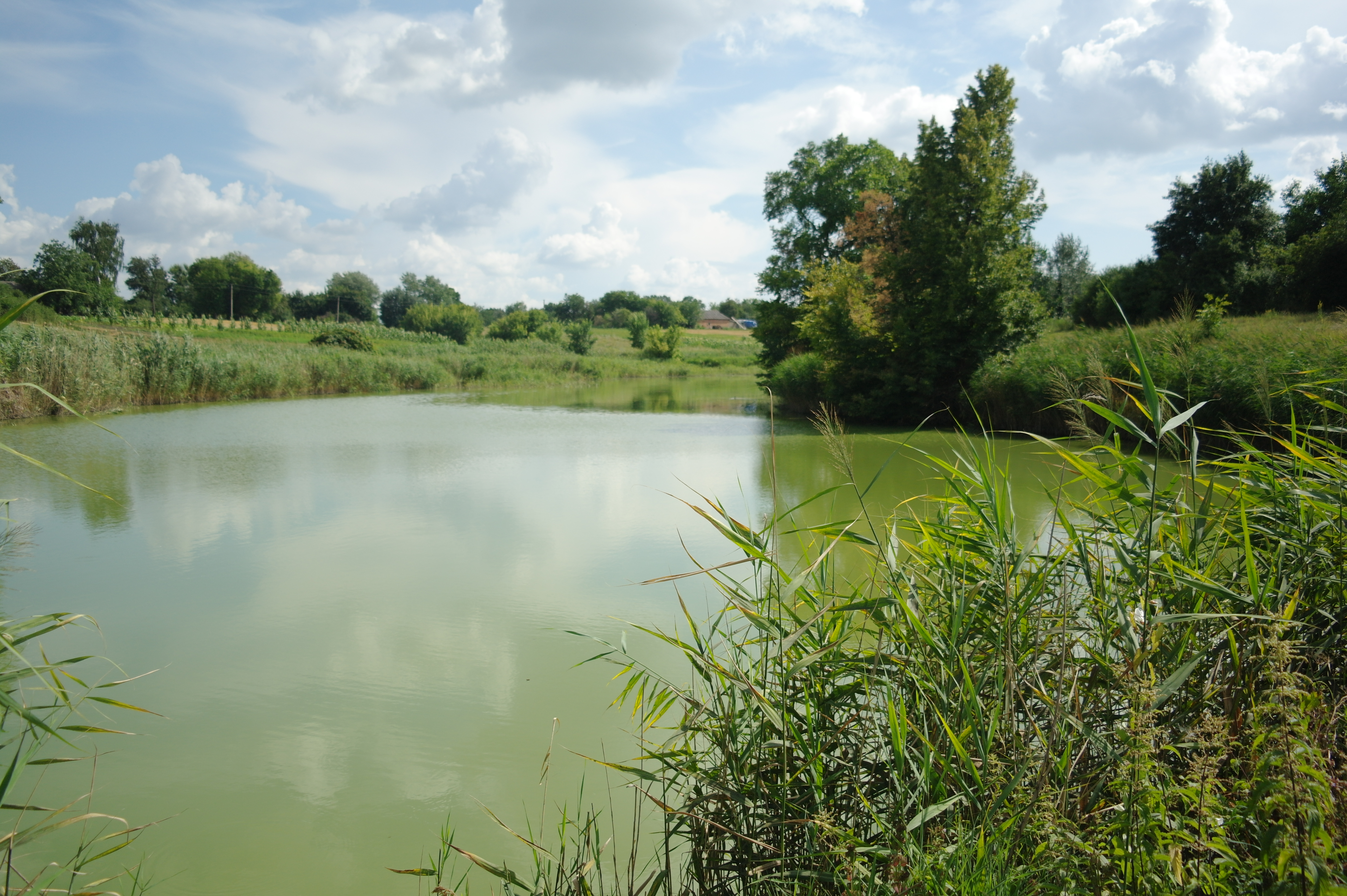
Пруд №3
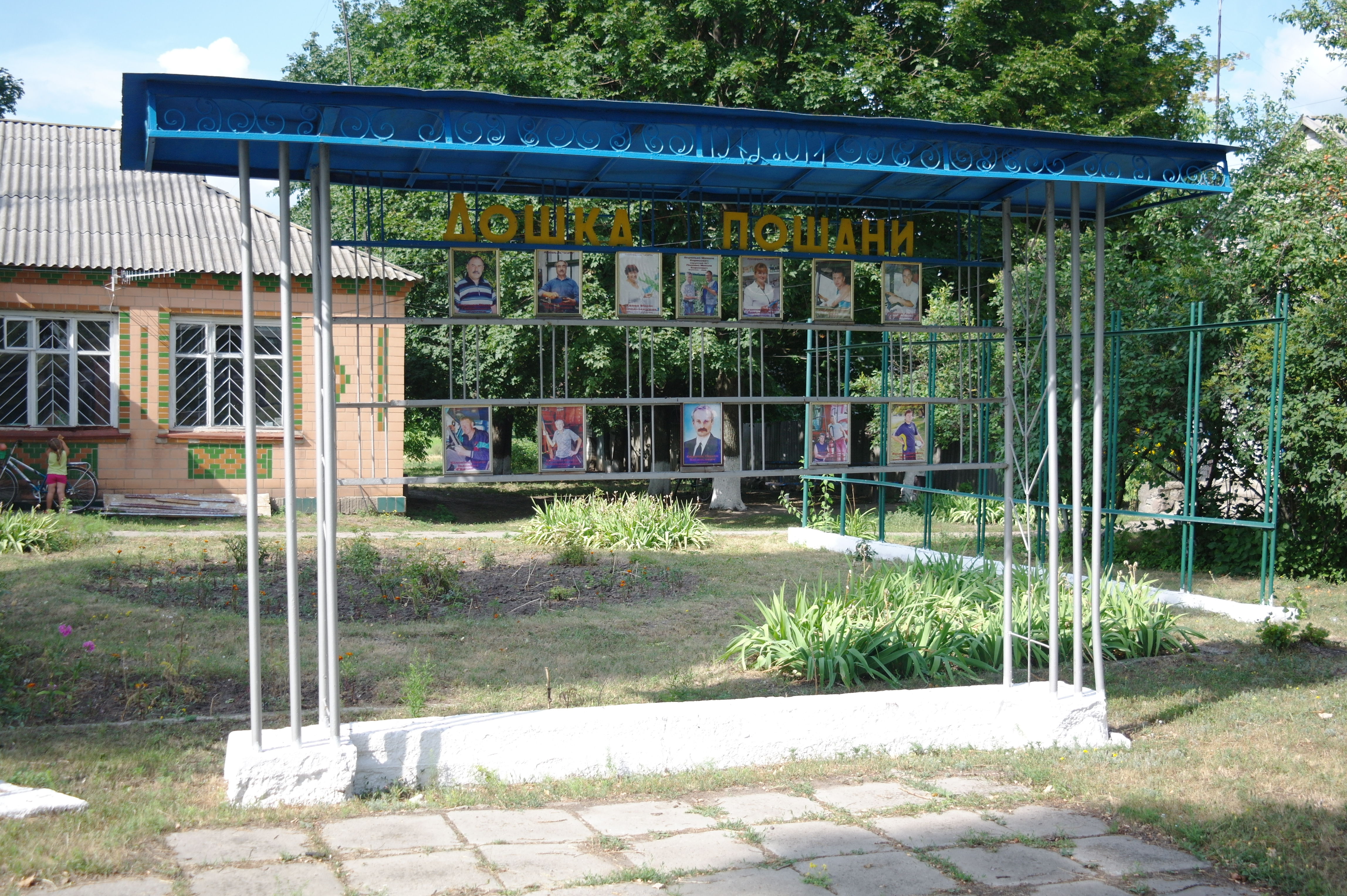
Доска почёта